# Maria Perxés Santomà
Maria Perxés Santomà (Agullana, 26 d'agost de 1927 - Figueres, 1 de juny de 2015) fou una bibliotecària empordanesa que va treballar a la Biblioteca Fages de Climent de Figueres, a l'edifici del carrer de la Moreria núm. 9.
Filla de Jaume Perxés Vilaseca, un hereu surer que va arribar a ser alcalde d'Agullana, i de Madrona Santomà Casamor, Maria Perxés era la segona dels cinc fills que va tenir el matrimoni. Tota la família residia al Mas Perxés d'Agullana, on Maria i els seus germans van rebre les primeres lliçons de lletres de mans del vicari del poble i més tard va començar a anar l'escola nacional i va ser alumna de Francesca Vidal, amb qui va mantenir contacte i relació al llarg del temps.
Amb l'arribada de la guerra la seva vida va fer un tomb: el seu pare va fugir a França (i després a l'Espanya nacional) el mateix dia del desembarcament de Roses, i al febrer de 1938 la família marxava de Mas Perxés davant l'ordre del comité de la Generalitat, que es quedava la finca. Van anar a viure uns mesos a un mas veí i amic: can Genis, però van ser obligats a tornar-se a traslladar i van anar a casa de l'àvia paterna, a Tossa de Mar. Un cop acabada la guerra i reunida la família van recuperar un Mas Perxés força deteriorat on no es podia viure i es van quedar en una casa del poble d'Agullana. En aquesta època ja anava a escola a Figueres i l'any 1940 començava el batxillerat a l'Institut Ramon Muntaner mentre residia com a interna a les Franceses i completava la seva formació amb classes de comptabilitat. A l'Institut Ramon Muntaner va tenir grans professors com Cuadras, Joaquim Santaló, Eduard Rodeja, Ramon Reig, Pla i Santiago Sobrequés.
L'any 1947 va començar la carrera de Biblioteconomia a l'Escola de Bibliotecàries de Barcelona i tres anys més tard n'obtingué la titulació. Uns laboratoris de Barcelona van oferir-li contracte però Maria Perxés volia tornar a casa. Al mateix temps, la manca de salut de la directora de la Biblioteca de Figueres, Adela Riera i Carré, requeria una nova incorporació i Maria Perxés va entrar-hi a treballar fins a la seva jubilació l'any 1992. En aquests quaranta anys va exercir primer de bibliotecària a les ordres de la directora Rosa Coronas i després de directora. Va ser la darrera bibliotecària a escriure als Dietaris de la Biblioteca, actualment consultables via web des del repositori Regira.
Com a bibliotecària conscient del valor de la col·lecció local va relacionar-se amb molts autors, artistes i intel·lectuals empordanesos. Va fer bona amistat amb Maria Àngels Anglada, Montserrat Vayreda i Carles Fages de Climent. Aquesta bona relació feia que Fages de Climent atorgués el títol de "les cariàtides de l'Empordà" a Maria Perxés, i també a M. Àngels i Montserrat Vayreda, Matilde i M. Carmen Escudero, Carme Guash i Pilar Nierga.
La seva activitat professional era intensa i plural, ja que, des dels mateixos anys 50, Rosa Coronas i ella mateixa havien obert una botiga de confecció femenina anomenada "Tamarís". La botiga estava situada a la casa natal de Salvador Dalí, al carrer de Monturiol i duia un nom inspirat en el personatge de Tamariu de l'obra El meravellós desembarcament dels grecs a Empúries, de Manuel Brunet.

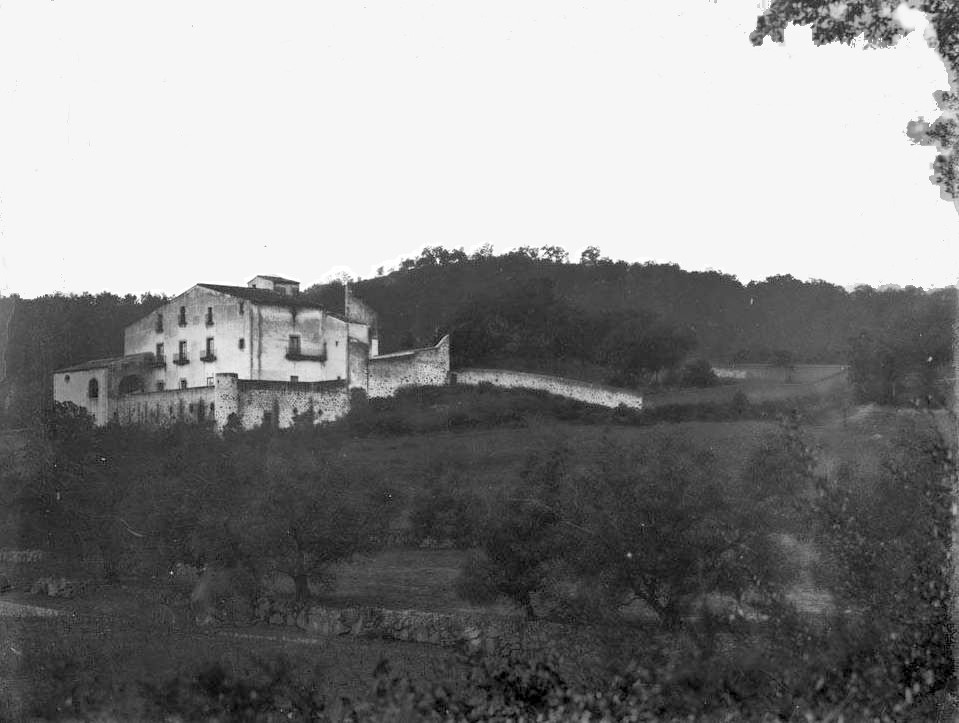
El Mas Perxés, en una imatge de 1891

Els beneficis generats per la botiga van permetre emprendre la restauració del Mas Perxés, una idea promoguda per la seva bona amiga Montserrat Vayreda. L'any 2000, amb el mas restaurat, van descobrir documentació republicana que hi havia quedat amagada i que van depositar al Parlament de Catalunya.
Sempre vinculada a la vida intel·lectual i cultural de Figueres, va ser bibliotecària i membre de la junta de l'Institut d'Estudis Empordanesos des de 1998 fins a l'any 2009.
Va ser regidora de l'Ajuntament d'Agullana i va rebre el premi Indiketa l'any 2008.
L'any 2014 va obrir les portes del Mas Perxes a la companyia de teatre Rizoma i a l'actual directora de la Biblioteca amb motiu d'una exposició dedicada al bibliobús del front i de la representació de l'obra L'abanderat.
L'1 de juny de 2015 Maria Perxés va morir a la seva casa de Figueres.